# Filago pyramidata
Filago pyramidata, la hierba algodonera, entre otros nombres vernáculos, es una especie de planta herbácea del género Filago en la familia Asteraceae.

## Descripción
Es una planta densamente algodonosa en todas sus partes, verdosa, erecta de 10-25 cm de altura, algo ramificada superiormente y con hojas alternas, alargadas, algo retorcidas o cerradas sobre sí mismo. Las flores, muy poco visibles, se agrupan en capítulos heterogamos con el involucro prismático-pentagonal con 4-6 filas de brácteas con arista rígida. , que a su vez forman glomérulos de 3-16 capítulos casi siempre en el ápice de los tallos. Las flores (flósculos) centrales de los capítulos, en número de 4-10, son femeninas y miden 1,7-2,4 mm, mientras las flores periféricas (3-8) son hermafroditas y de tamaño similar. Todas son de color amarillento. Los frutos (cipselas) tienen el vilano formado por numerosos pelos escábridos y persistentes.

## Distribución y hábitat
Es una especie originaria de la región mediterránea.